# Quận Baylor, Texas
Quận Baylor (tiếng Anh: Baylor County) là một quận trong tiểu bang Texas, Hoa Kỳ. Quận lỵ đóng ở thành phố Seymour6.